# Polyacanthorhynchus caballeroi
Polyacanthorhynchus caballeroi är en hakmaskart som beskrevs av Diaz-ungria och Rodrigo 1960. Polyacanthorhynchus caballeroi ingår i släktet Polyacanthorhynchus och familjen Polyacanthorhynchidae. Inga underarter finns listade i Catalogue of Life.